# Kamienica przy pl. Solnym 11 we Wrocławiu
Kamienica przy pl. Solnym 11 – zabytkowa kamienica przy Placu Solnym 11 we Wrocławiu.

## Historia i architektura kamienicy

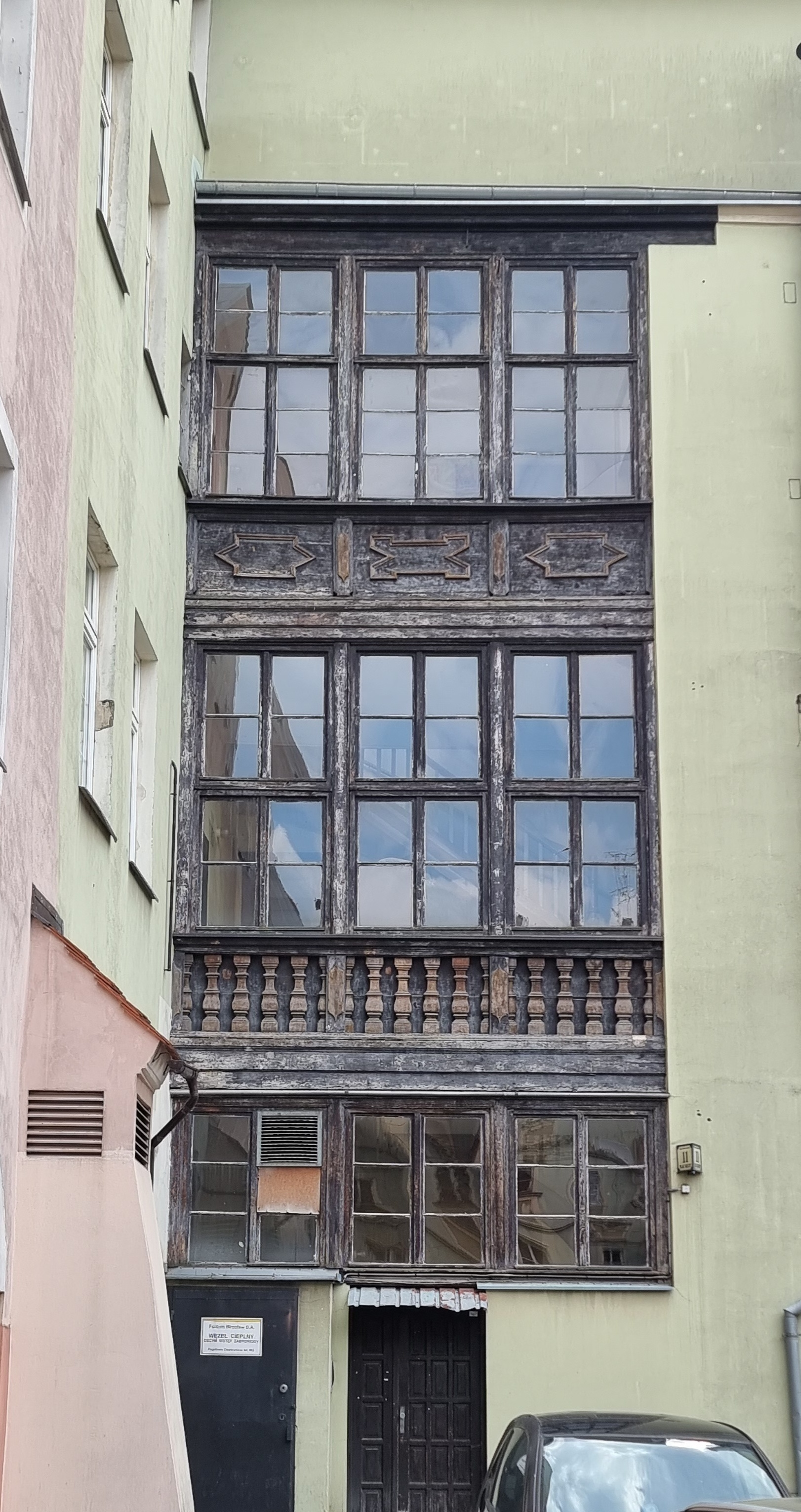
Drewniana galeria z XVIII wieku na tyłach kamienicy nr 11

Kamienica ma średniowieczny rodowód i była modernizowana w okresie renesansowym. W 1726 właścicielem budynku był sędzia pokoju Ernst Leopold von Pein; zmarł 9 grudnia 1726. Jego spadkobiercy, 2 kwietnia 1727 roku sprzedali posesję wraz z domem tylnym znajdującym się przy ul. Psie Budy 19, Heinrichowi Wilhelmowi von Herford. Po jego zakupie nowy właściciel przeprowadził gruntowną przebudowę. Trzykondygnacyjna, czteroosiowa kamienica otrzymała dwustrefowy szczyt: pierwsza była czteroosiowa, jednokondygnacyjna zakończona gzymsem a strefa druga była dwukondygnacyjna, jednoosiowa w kształcie aedicuły otoczonej przez wolutowe spływy i zakończona trójkątnym tympanonem wspartym na toskańskich pilastrach. Fasadę budynku ozdabiała dekoracja sztukatorska o motywach cęgowych. Stropy wewnątrz budynku również wyróżniały się bogatą sztukaterią podobną do tej wykonanej na stropach kamienicy Pod Złotym Słońcem (prawdopodobnie był to ten sam wykonawca). W tym samym okresie wykonano drewnianą obudowę galerii od strony dziedzińca przy południowej granicy posesji zapewniająca komunikacje między kondygnacjami. Na pierwszym piętrze zachowały się barokowe skrzydła drzwiowe osadzone w późniejszym ościeżu z eklektyczną dekoracją w zwieńczeniu. Około roku 1736 budynek stał się własnością rodziny von Bermuth. Od strony południowej znajdowało się wejście do pasażu "Riembergshof" którego wylot znajdował się na ul. k. Szajnochy.

## Po 1945 roku
Podczas działań wojennych budynek uległ zniszczeniu i wypaleniu. ściana frontowa została rozebrana i w 1947 roku kamienicę odbudowano ale już nie odtworzono sztulaterskiej dekoracji fasady i wnętrza. W kamienicy od października 2010 r. znajduje się "Galeria Sztuki Socato",  która zajęła miejsce dawnej Galerii Na Solnym otwartej tu w 1978 i prowadzonej przez Dorotę Wrzesińską.